# Ангури Рајс
Ангури Рајс (енгл. Angourie Rice; Сиднеј, 1. јануар 2001) аустралијска је глумица. Каријеру је започела као дечја глумица, добивши пажњу улогама у филмовима Последњи сат и Добри момци. Позната је по улози Брети Брант у Марвеловом филмском универзуму, а глумила је у филмовима: Спајдермен: Повратак кући (2017), Спајдермен: Далеко од куће (2019) и Спајдермен: Пут без повратка (2021).

## Детињство и младост
Рајсова је добила име по граду у Новом Јужном Велсу у ком је живела њена баба. Рођена је у Сиднеју и живи у Мелбурну, са оцем Џеремијем Рајсом, редитељем, и мајком Кејт Рајс, књижевницом, где је похађала Средњу школу Принсес Хил где је дипломирала 2018. године. Такође је живела пет година у Перту и годину дана у Минхену, у Немачкој, пре него што се вратила у Мелбурн.

## Филмографија
| Година | Српски назив                 | Изворни назив | Улога                | Напомене |
| ------ | ---------------------------- | ------------- | -------------------- | -------- |
| 2013.  | Последњи сат                 |               | Роуз                 |          |
| 2013.  | Шетња с диносаурусима        |               | Џејд                 |          |
| 2016.  |                              |               | Теган                |          |
| 2016.  | Добри момци                  |               | Холи Марч            |          |
| 2017.  | Џаспер Џоунс                 |               | Елајза Вишхарт       |          |
| 2017.  | Опчињен                      |               | Џејн                 |          |
| 2017.  | Спајдермен: Повратак кући    |               | Бети Брант           |          |
| 2018.  | Сваког дана                  |               | Ријанон              |          |
| 2018.  | Даме у црном                 |               | Лиса                 |          |
| 2019.  | Спајдермен: Далеко од куће   |               | Бети Брант           |          |
| 2020.  |                              |               | Дејзи Квока (глас)   |          |
| 2021.  | Спајдермен: Пут без повратка |               | Бети Брант           |          |
| 2022.  | Матуранткиња                 |               | млада Стефани Конвеј |          |
| 2024.  | Опасне девојке               |               | Кејди Херон          |          |

| Година | Српски назив         | Изворни назив | Улога         | Напомене                         |
| ------ | -------------------- | ------------- | ------------- | -------------------------------- |
| 2014.  |                      |               | Лиса Вутон    | епизода: „Тишина”                |
| 2014.  |                      |               | Руби          | епизода: „Ноћ вештица”           |
| 2015.  | Сирене с острва Мако |               | Непи          | епизода: „Слепи путник”          |
| 2019.  | Црно огледало        |               | Рејчел Гогинс | епизода: „Рејчел, Џек и Ешли Ту” |
| 2021.  | Мер из Истауна       |               | Сиобан Шихан  | мини-серија                      |